# Si j'avais au moins...
Si j'avais au moins... è il terzo singolo dell'album Point de suture della cantante francese Mylène Farmer, pubblicato il 19 febbraio 2009.
Nella notte tra il 16 e il 17 gennaio 2009 viene trasmesso The Farmer Project, un cortometraggio di Bruno Aveillan che conterrà il videoclip di Dégénération ed il video del nuovissimo singolo Si j'avais au moins..., più alcune scene inedite.
Il videoclip di Si j'avais au moins vede la Mylène che avevamo già visto in Dégénération entrare in un laboratorio dove libererà alcuni animali prigionieri utilizzati per alcuni esperimenti scientifici.
Il singolo viene presentato durante la cerimonia degli NRJ Music Awards 2009, dove la Farmer vince il premio come miglior album dell'anno per Point de suture.
Il 16 febbraio escono i 2 supporti previsti: CD singolo e un Maxi-45 giri  (quest'ultimo in edizione limitata). Entrambi i supporti conterranno la versione album e la versione strumentale. Una settimana dopo l'uscita, il sito Charts in France annuncia che Si j'avais au moins... entra direttamente alla prima posizione della classifica dei singoli.
È il settimo singolo della carriera della cantante ad arrivare alla prima posizione, facendole superare il proprio record che aveva stabilito con il precedente singolo Appelle mon numéro, ovvero quello di artista francese ad aver posizionato più singoli al numero 1.
È stato presentato in versione live durante il tour 2009.

## Versioni ufficiali
1. Si j'avais au moins... (Radio Edit) (4:15)
2. Si j'avais au moins... (Album Version) (5:31)
3. Si j'avais au moins... (Instrumental) (5:31)
4. Si j'avais au moins... (Version Live 09) (7:18)